# Kvívíks kommun
Kvívíks kommun (färöiska: Kvívíkar kommuna) är en kommun på Färöarna, belägen på ön Streymoy. Kommunen omfattar förutom centralorten Kvívík, även orterna Leynar, Válur, Skælingur och Stykkið. Vid folkräkningen 2015 hade kommunen 587 invånare.

## Befolkningsutveckling
| Befolkningsutvecklingen i Kvívíks kommun 1985–2015 | Befolkningsutvecklingen i Kvívíks kommun 1985–2015 | Befolkningsutvecklingen i Kvívíks kommun 1985–2015 | Befolkningsutvecklingen i Kvívíks kommun 1985–2015 | Befolkningsutvecklingen i Kvívíks kommun 1985–2015 |
| -------------------------------------------------- | -------------------------------------------------- | -------------------------------------------------- | -------------------------------------------------- | -------------------------------------------------- |
|                                                    |                                                    |                                                    |                                                    |                                                    |
| År                                                 |                                                    |                                                    | Folkmängd                                          |                                                    |
| 1985                                               | 1985                                               |                                                    | 530                                                |                                                    |
| 1990                                               | 1990                                               |                                                    | 584                                                |                                                    |
| 1995                                               | 1995                                               |                                                    | 565                                                |                                                    |
| 2000                                               | 2000                                               |                                                    | 561                                                |                                                    |
| 2005                                               | 2005                                               |                                                    | 609                                                |                                                    |
| 2010                                               | 2010                                               |                                                    | 578                                                |                                                    |
| 2015                                               | 2015                                               |                                                    | 587                                                |                                                    |
|                                                    |                                                    |                                                    |                                                    |                                                    |